# Plotinus
Plotinus (tiếng Hy Lạp: Πλωτῖνος) (khoảng 204/5-270) là triết gia Hy Lạp cổ đại. Có ba nguyên lý cơ bản trong hệ thống nguyên lý của ông: Nhất thể, tâm trí và linh hồn. Thầy của ông là Ammonius Saccas và ông là một người theo trường phái Plato. Phần lớn các thông tin tiểu sử của Plotinus đều đến từ lời giới thiệu của Porphyry trong tác phẩm Enneads. Các tác phẩm triết học siêu hình của Plotinus là nguồn cảm hứng trong hàng thế kỷ đối với ngoại giáo, triết học Kitô giáo, triết học Do Thái, triết học Hồi giáo, siêu hình học ngộ đạo và huyền học.

### Tiểu sử
Plotinus sinh ra tại Ai Cập, có lẽ nguồn gốc của ông là người Ai Cập bản địa đã bị Hy Lạp hóa. Khi trưởng thành, ông học triết tại Alexandria và có tham vọng đến Ba Tư và Ấn Độ để theo học các nhà triết học tại các quốc gia phương Đông này. Vì lẽ đó ở tuổi 38, Plotinus tham gia quân đội La Mã tấn công Ba Tư, cuộc viễn chinh thất bại và ông phải chạy trốn về Antioch. Tuy rằng không bao giờ đặt chân đến Ấn Độ, nhưng tư tưởng của ông lại có khá nhiều điểm chung với sự giác ngộ và hợp nhất sau cùng với hữu thể tối cao của Ấn giáo. Và trong tương lai đã tạo ảnh hưởng mạnh đến các tôn giáo tại Trung Đông như Kito giáo hay Hồi giáo, đặc biệt là quá trình đề cập đến trạng thái xuất thần trong các pháp môn huyền bì của những tôn giáo này.

## Quan điểm
Theo Triết gia Plotinus, "Thượng đế"(God) mà ông muốn nói tới ở đây chính là "Cái Một"(the One), là "thực tại đích thực" và đối với ông, chỉ có "thực tại đích thực" mới thực sự "tồn tại", tồn tại vĩnh cửu. Thượng đế (hay Cái Một) này không phu thuộc không gian và thời gian, không bị giới hạn bởi  hình dáng hay đặc thù nào, là "sự thống nhất tuyệt đối", không một mĩ từ nào có thể lột tả được, cũng như không một giác quan nào có thể chạm đến.
Thượng đế còn là "nguyên nhân" hay có thể hiểu là nguồn gốc của vạn vật thông qua "sự phát tỏa - emanation" (tự nhiên tỏa ra như một tất yếu). Thí dụ như: "ngọn lửa" thì tất yếu tỏa ra ánh sáng, và ánh sáng ấy càng tỏa đi xa thì càng yếu dần. Điều này ngụ ý rằng, mọi vật trong vũ trụ quan này đều bắt nguồn từ Thượng đế và được phân tầng theo quy luật của "sự phát tỏa" đó. Các vật càng gần thì càng giống với Thượng đế và thừa hưởng nhiều đặc tính ưu việt hơn. Ông đã phân tầng cho nó như sau: "Thượng đế phát tỏa ra "tinh thần", tinh thần phát tỏa ra "linh hồn"(hồn thế giới và hồn con người), linh hồn phát tỏa ra "vật chất". Như thế, vật chất là cái xa với "nguồn phát" nhất và nó nằm gần với ranh giới của sự tối tăm nhất, thiếu đi nhiều đặc tính tốt của Thượng đế nhất. Trong khi đó, Thượng đế được xem như là một cái gì đó tuyệt hảo nhất, chân-thiện-mỹ nhất. Do đó khi "vật chất"(matter) tiếp tuc phát tỏa thì sinh ra những thứ kém chất lượng nhất, đó là "sự dữ".  Vậy, Sự dữ xuất hiện trong tư tưởng của Plotinus gần như là một cái gì đó đối lập hoàn toàn với Thượng đế, nó không phải thứ chống lại Thượng đế, mà chỉ là sự thiếu vắng đi những cái ưu việt, của "Thượng đế" mà thôi. Song song với "sự phát tỏa" thì ông cũng đưa ra "tính hướng thượng" của sự vật. Các tầng thấp hơn đều hướng về cái cao hơn để chiêm ngưỡng những cái ưu việt của nguồn phát ra nó. Ví dụ như: "Linh hồn" luôn hướng lên nous (lý tính thuần túy) để chiêm ngưỡng các ý niệm vĩnh cửu về mọi sự vật (1). Ông  từng nói: "mọi hữu thể khi không chiếm hữu được Thiện Hảo thì muốn thay đổi; khi chiếm hữu được rồi, chúng muốn là điều chúng là". Do đó, khắp nơi đều có sự vươn lên tìm đến "Thượng đế".  Nghĩa là khao khát được trở về, được kết hợp mật thiết với Thượng đế để trở nên "hoàn thiện". Cái hoàn Thiện ấy chính là "sự cứu rỗi". Vậy phương thế nào giúp ta có thể hợp nhất với Thượng đế và đạt được sự cứu rỗi?
Plotinus cho rằng, để vươn tới sự hợp nhất này, người ta phải phát triển lần lượt các đức hạnh tri thức và đạo đức. Thân xác và thế giới vật chất không phải là xấu, nên không cần phải loại bỏ nó. Sự thấu hiểu cơ bản ở đây chính là không để cho các sự vật, vật chất lôi kéo linh hồn lìa bỏ các mục tiêu cao hơn của nó.  Thế nên có thể nói rằng sự khước từ thế giới được coi như phương tiện để giúp linh hồn vươn lên tới hoạt động của tri thức. Hay nói cách khác, để được cứu rỗi chúng ta cần phải làm một hành trình trở về với nguồn cội của chân – thiện – mĩ là chính Thượng đế. Và hành trình này được khởi đi từ việc ép mình vào kỉ luật để biết tư duy nghiêm túc và đúng đắn. Chính tư duy đúng đắn ấy nâng con người lên khỏi tính cá thể của mình và hòa nhập vào trật tự của vũ trụ mang con người đến gần với Thượng đế hơn để rồi đạt đến đỉnh cao của việc hợp nhất với Thượng đế qua sự xuất thần. Sự xuất thần này là kết quả tột bực của hành vi ngay thẳng, tư duy đúng đắn và sự làm chủ các tình cảm (hỷ, nộ, ái, ố, cụ, dục, bi). Theo ông, để đạt được sự hợp nhất này đòi hỏi mỗi linh hồn cần có nhiều cuộc nhập xác. Cuối cùng linh hồn được tinh luyện và thanh lọc trong tình yêu và có khả năng trao hiến mình hoàn toàn. Như thế, điều chính yếu trong triết học của Plotinus là một phương pháp thực hành, để đạt được thực tại thế giới "khả niệm" rồi đạt đến Thượng đế 2. Quả thật, hệ thống triết lý của ông không còn để giải thích một thực tại nữa mà đã trở thành một lối sống.
Thật thế, học thuyết của ông đã có một tầm ảnh hưởng rộng lớn trên các tôn giáo và con người thời ấy. Xét theo phương diện xã hội, tư tưởng của ông giúp cho con người ta không còn bám víu vào thế giới vật chất nhưng hướng đến điều thiện,để tìm được hạnh phúc trong sự kết hợp tròn đầy với Thượng đế. Khi đó họ thực sự nhận được bình an trong tâm hồn nhờ giũ bỏ tất cả những vướng bận trần tục. Cụ thể, triết học của ông đã ảnh hưởng mạnh mẽ đến cả hệ thống triết học thời Trung Cổ. Có rất nhiều người đã tìm đến ông để thụ giáo, các gia đình quý tộc đã gửi con cái đến học với ông rất đông. Còn được vua Gallien tin cậy và hy vọng triết học của công giúp canh tân các tôn giáo (ngoại giáo) 3. 